# Helige kejsar Konstantins och kejsarinna Helenas kyrka, Oparić
Helige Konstantins och Helenas kyrka (serbiska: Црква Светог цара Константина и царице Јелене/Crkva Svetog cara Konstantina i carice Jelene) är en serbisk-ortodox kyrkobyggnad belägen i byn Oparić i Rekovac kommun i centrala Serbien.
Kyrkan är helgad åt den romerska kejsaren Konstantin den store och hans mor, Helena.

## Historia
Helige Konstantins och Helenas kyrkas grund invigdes på söndagen före Jungfru Marie bebådelsedag 1932.
Under ett besök som kung Alexander I av Jugoslavien gjorde i Oparić, donerade han 10 000 dinarer till byggandet. Som lokalbefolkningens tacksamhet för den stora donationen, utsågs han som ''grundaren'' av kyrkan.
Med tanke på att Alexander blev mördad i Marseille i Frankrike den 9 oktober 1934, hann han inte se kyrkan stå klar.
Kyrkobyggnaden invigdes den 3 juni 1937 av den dåvarande biskopen av Žič, Sankt Vladika Nikolaj Velimirović.

## Inventarier
Inne i kyrkan finns ett minnesmärke över ett antal soldater som dog under Balkankrigen (1912 - 1913).

## Bilder

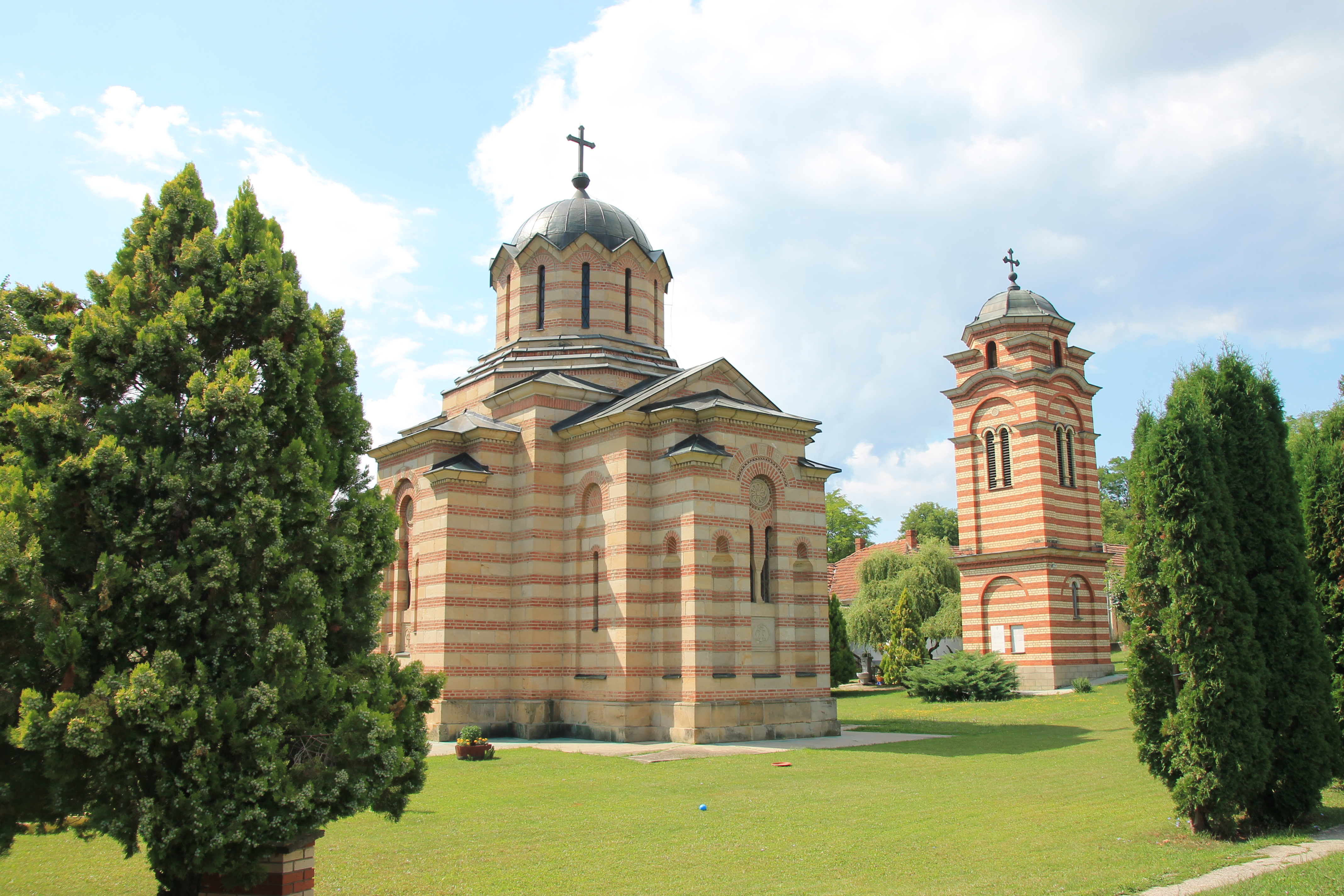
Kyrkans baksida.